# Juan Belmonte
Pour les articles homonymes, voir Belmonte.
Juan Belmonte García, né le 14 avril 1892 à Séville (Espagne), mort le 8 avril 1962 à Utrera (Espagne, province de Séville), est un matador espagnol.

## Présentation
Juan Belmonte fut l’un des matadors les plus populaires de l’histoire, et est considéré comme un « révolutionnaire » de la corrida. Jusqu’à lui, les matadors reculaient devant la charge du taureau, appliquant le précepte « ou tu t’enlèves, ou le taureau t’enlève ». Belmonte fut le premier à attendre immobile la charge du taureau, puis à tenter d’enchaîner les passes. Cette manière de toréer semblait si révolutionnaire, et surtout si impossible à pratiquer, que Guerrita, un des plus grands matadors de la fin du XIXe siècle, dit à son sujet : « Si vous voulez le voir, dépêchez-vous avant qu’un taureau le tue ! »
La carrière de Belmonte s’étend du début des années 1910 jusqu’en 1936, année où il prit une retraite définitive. Mais en réalité, la partie la plus glorieuse de sa carrière date de l’époque de sa rivalité avec son ami José Gómez Ortega « Joselito », de 1914 à la mort de celui-ci en 1920. Ces quelques années sont appelées l’« Âge d’Or » de la tauromachie par les aficionados, tant la rivalité des deux maestros fut intensive. Il a créé un grand nombre de manœuvres très personnelles, parmi lesquelles le « molinete belmontino » (« molinete belmontien »), qui est une élégante passe de muleta de fioriture ou adorno. On lui attribue également la façon nouvelle d'exécuter une naturelle, qui, avant, s'exécutait en citant le taureau de face. Belmonte aurait été le premier à citer le taureau de profil ou de trois quarts pour arriver à un enchaînement liant les naturelles, chaque passe devenant plus serrée jusqu'à la passe de poitrine finale
À près de 70 ans, il tombe follement amoureux de la belle rejoneadora colombienne Amina Assís (1941-2018) qui avait cinquante ans de moins que lui. « Désespéré de se voir repoussé, il se tire une balle dans la tête le 8 avril 1962 » dans sa propriété d’Utrera. Mais il s'agirait d'une légende. Très récemment, on a retrouvé au Mexique une lettre de l'un des meilleurs amis de Juan Belmonte, qui était avec lui la veille de sa mort, et qui raconte par le détail, à un correspondant au Mexique, la fin du torero. Belmonte s'est suicidé par peur de se voir vieillir, d'être physiquement diminué, de ne plus pouvoir monter à cheval, de ne plus se livrer à son sport favori "l'acoso y derribo (es)". Le matin de sa mort, il a voulu à tout prix toréer un semental (taureau âgé) dans la petite placita de sa finca et les vachers, avec le personnel du domaine, ont eu beaucoup de mal à l'en dissuader. Belmonte aurait ainsi voulu se faire donner la mort par ce vieux taureau.
Manuel Chaves Nogales a rédigé une biographie de Belmonte, sous le titre Juan Belmonte, matador de toros (Titre original : Juan Belmonte, matador de toros, su vida y sus hazañas).
C'est à son goût pour le toreo esthétique que l'on doit l'invention du toreo de salon que l'on attribue également à Joselito.

## Carrière
- Débuts en novillada sans picadors : 24 juillet 1910 à Arahal (Espagne, province de Séville).
- Débuts en novillada avec picadors : 21 juillet 1912 à Séville.
- Présentation à Madrid : 26 mars 1913.
- Alternative : Madrid le 16 octobre 1913. Parrain, « Machaquito ».
- Premier de l’escalafón en 1919.

## Adaptation
La vie de Juan Belmonte a fait l'objet d'une adaptation cinématographique réalisée par Agustín Díaz Yanes, sortie le 5 mai 1995 en Espagne et le 26 mars 1997 en France sous le titre original « Belmonte ». Achero Mañas joue le personnage de Juan Belmonte.